# Suddivisione dei Carpazi

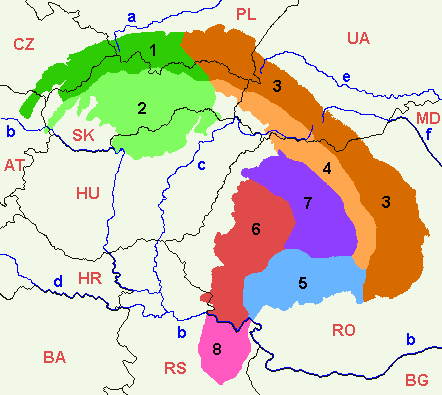
Mappa della principale suddivisione dei Carpazi.
Carpazi Occidentali
1. Carpazi Occidentali Esterni
2. Carpazi Occidentali Interni
Carpazi Orientali
3. Carpazi Orientali Esterni
4. Carpazi Orientali Interni
5. Carpazi Meridionali (o Alpi Transilvaniche)
6. Carpazi Rumeni Occidentali
7. Altopiano Transilvanico
8. Carpazi Serbi.

La Suddivisione dei Carpazi è la categorizzazione del sistema montuoso dei Carpazi.
I Carpazi sono un sottosistema della grande Catena Alpino-Himalaiana che inizia dall'Europa occidentale e termina nel sud dell'Asia.
I Carpazi sono normalmente suddivisi in province, sottoprovince ed aree. L'ultimo livello di suddivisione, ovvero i gruppi montuosi è normalmente chiamato unità.
Generalizzando vi sono tre province maggiori: Carpazi Occidentali, Carpazi Orientali e Carpazi Meridionali.
I nomi riportati nella suddivisione seguente sono espressi nella lingua della rispettiva nazione secondo la codifica ISO 3166-1 alpha-2:
- AT=Austria
- RS=Serbia
- CZ=Repubblica Ceca
- HU=Ungheria
- PL=Polonia
- RO=Romania
- SK=Slovacchia
- UA=Ucraina

## Mappa generale

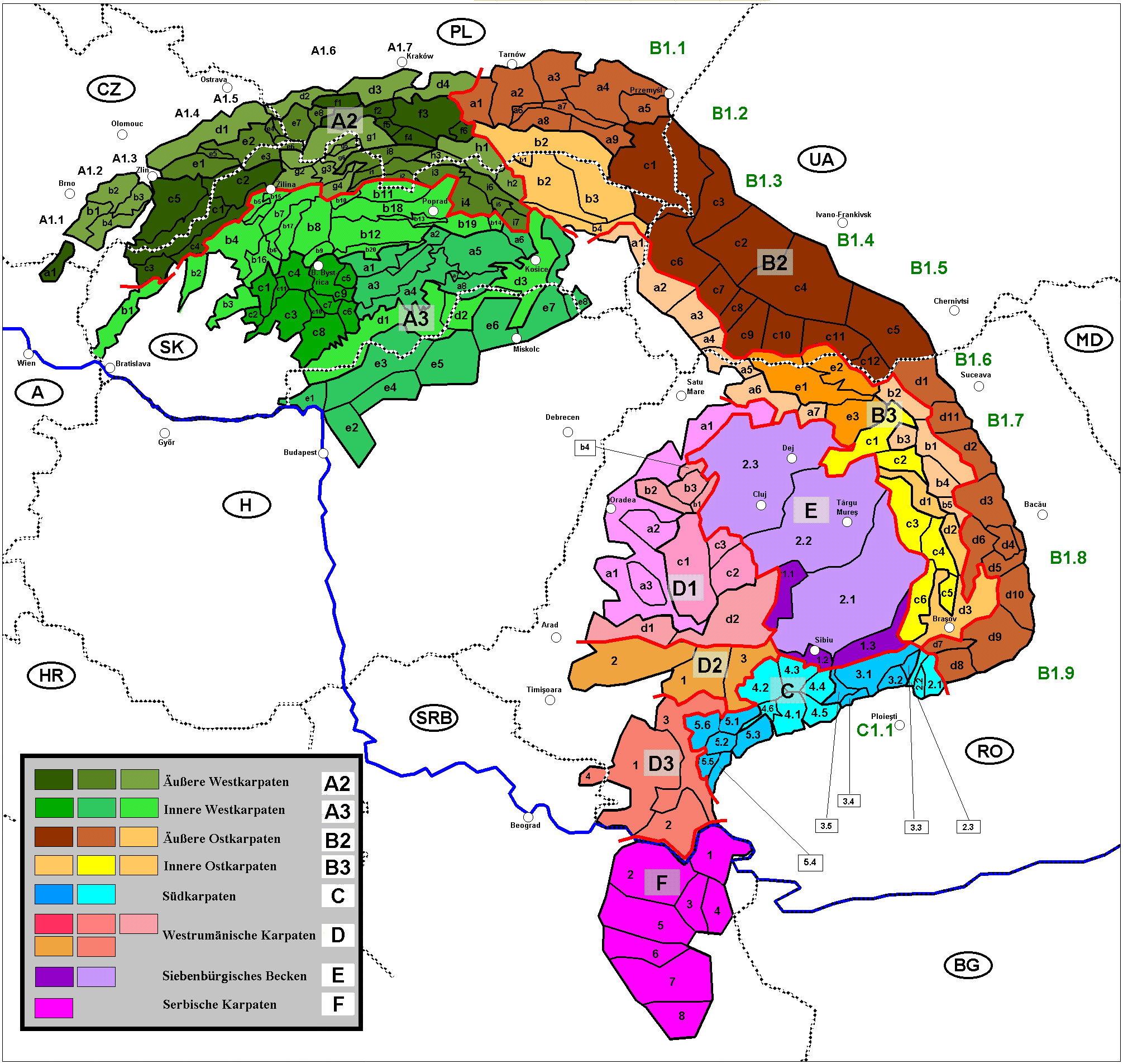
Struttura geomorfica dei Carpazi

Di fianco viene riportata una mappa dettagliata della suddivisione dei Carpazi

## Dispute
La suddivisione è largamente (con alcune eccezioni) accettata al livello più basso (ad eccezione della parte dell'Ucraina), ma varie suddivisioni sono state date per i livelli più alti, specialmente per il livello penultimo.
Una divisione geomorfica è stata usata quando i dati erano disponibili; negli altri casi sono state usate altre suddivisioni. Quando la classificazione di livello superiore è sicura è stato aggiunto il nome della suddivisione (come provincia oppure sottoprovincia)
In Romania si usa suddividere i Carpazi Orientali presenti nel territorio rumeno in tre gruppi geografici (nord, centro e sud) invece di utilizzare la terminologia di Carpazi Orientali Interni e Carpazi Orientali Esterni.

## Carpazi Occidentali (provincia)

### Depressione dei Carpazi Esterni (sottoprovincia)
Nota: La Depressione dei Carpazi Esterni è suddivisa in Occidentale, Settentrionale, Orientale, ecc. ed è normalemte trattata come parte delle singole porzioni dei Carpazi, ovvero dei Carpazi Occidentali, Orientali, ecc. Poiché è impossibile trovare la loro esatta suddivisione viene offerta una lista delle unità più piccole da ovest verso est e verso sud:
- Weinviertel Hills (AT: Weinviertler Hügelland) + Dyje-Svratka Vale (CZ: Dyjsko-svratecký úval)
- Vyškov Gate (CZ: Vyškovská brána)
- Upper Moravian Vale (CZ: Hornomoravský úval)
- Moravian Gate (CZ: Moravská brána)
- Bacino Ostrava (CZ: Ostravská pánev, PL: Kotlina Ostrawska)
- Bacino Oświęcim (PL: Kotlina Oświęcimska)
- Kraków Gate (PL: Brama Krakowska)
- Bacino Sandomierz (PL: Kotlina Sandomierska) + San-Dniester Plain (UA: Sans'ko-Dnistrovs'ka rivnyna)
- Upper Dniester Plain (UA: Verchn'odnistrovs'ka rivnyna)
- Drohobych Highlands (UA: Drohobyc'ka vysochyna)
- Dniester Plain (UA: Pridnistrovs'ka rivnyna)
- Pokutsk Upland (UA: Pokuts'ka vysochyna)
- Bucovina Highlands (UA: Bukovyns'ka vysochyna) + Suceava Plateau (RO: Podișul Sucevei)
- Moldavia-Siret Groove (RO: Culoarul Moldova-Siret)
- Moldavian Subcarpathians (RO: Subcarpații Moldovei)
- Muntenian Subcarpathians (RO: Subcarpații Munteniei)
- Getic Subcarpathians (RO: Subcarpații Getici)
- Getic Plateau (RO: Podișul Getic)

### Carpazi Occidentali Esterni (sottoprovincia)
Carpazi Moravi Meridionali (CZ) / Carpazi Austriaci - Sud-Moravi (AT) (area)
(CZ: Jihomoravské Karpaty, AT: Österreichisch-Südmährische Karpaten)
- Lower Austrian Inselberg Swell (AT: Leiser Berge, Niederösterreichische Inselbergschwelle) + Mikulov Highlands (CZ: Mikulovská vrchovina)

Carpazi Moravi Centrali (CZ) (area)
(CZ: Středomoravské Karpaty)
- Foresta Ždánice (Ždánický les)
- Colline Litenčice (Litenčická pahorkatina)
- Chřiby
- Colline Kyjov (Kyjovská pahorkatina)

Carpazi Slovacco-moravi (CZ/SK) (area)
(CZ/SK: Slovensko-moravské Karpaty)
- Carpazi Bianchi (CZ: Bílé Karpaty, SK: Biele Karpaty)
- Javorníky (CZ+SK)
- Colline Myjava (SK: Myjavská pahorkatina)
- Váh Valley Land (SK: Považské podolie)
- Vizovice Highlands (CZ: Vizovická vrchovina)

Propaggini dei Beschidi Occidentali (CZ / PL) (area)
(CZ: Západobeskydské podhůří, PL: Pogórze Zachodniobeskidzkie)
- Colline Sub-Beschidi (CZ: Podbeskydská pahorkatina) + Moravian-Silesian Piedmont (PL: Pogórze Morawsko-Śląskie)
- Propaggini Slesiane (PL: Pogórze Śląskie)
- Propaggini Wieliczka (PL: Pogórze Wielickie)
- propaggini Wiśnicz (PL: Pogórze Wiśnickie)

Beschidi Occidentali (CZ / SK / PL) (area)
(CZ: Západní Beskydy, SK: Západné Beskydy, PL: Beskidy Zachodnie)
- Montagne Hostýn-Vsetín (CZ: Hostýnsko-vsetínská hornatina)
- Beschidi Moravo-Slesiani (CZ: Moravskoslezské Beskydy, SK: Moravsko-sliezske Beskydy)
- Turzovka Highlands (SK: Turzovská vrchovina)
- Jablunkov Furrow (CZ: Jablunkovská brázda)
- Rožnov Furrow (CZ: Rožnovská brázda)
- Jablunkov Intermontane (SK: Jablunkovské medzihorie, CZ: Jablunkovské mezihoří)
- Beschidi Slesiani (PL: Beskid Śląski, CZ: Slezské Beskydy)
- o Żywiec (PL: Kotlina Żywiecka)

cont. (Polonia) Beschidi Occidentali (PL)
(PL: Beskidy Zachodnie)
- Piccoli Beschidi (Beskid Mały)
- Maków Beskids (Beskid Makowski)
- Island Beskids (Beskid Wyspowy)
- Gorce
- (?)Bacino Rabka (Kotlina Rabczańska)
- Bacino Sącz (Kotlina Sądecka)

Beschidi Centrali (SK) / cont. (Polish) Beschidi Occidentali (PL) (area)
(SK: Stredné Beskydy, PL: Beskidy Zachodnie)
- Orava Beskids (SK: Oravské Beskydy) + Żywiec Beskids (PL: Beskid Żywiecki) (the older SK equivalent of Beskid Zywiecki is "Slovenské Beskydy"- Slovak Beskids or "Kysucko-oravské Beskydy"- Kysuce-Orava Beskids)
- Kysuce Beskids (SK: Kysucké Beskydy) +Żywiec Beskids (PL: Beskid Żywiecki) (the older SK equivalent of Beskid Zywiecki is "Slovenské Beskydy" or "Kysucko-oravské Beskydy")
- Kysuce Beskids (SK: Kysucké Beskydy)
- Kysuce Highlands (SK: Kysucká vrchovina)
- Orava Magura (SK: Oravská Magura)
- Orava Highlands (SK: Oravská vrchovina)
- Orava Beskids (SK: Oravské Beskydy)
- Sub-Beskidian Furrow (SK: Podbeskydská brázda)
- Sub-Beskidian Highlands (SK: Podbeskydská vrchovina)

Beschidi Orientali (SK) / cont. (Polish) Beschidi Occidentali (PL) (area)
(SK: Východné Beskydy, PL: Beskidy Zachodnie)
- Sącz Beskids (PL: Beskid Sądecki) + Ľubovňa Highlands (SK: Ľubovnianska vrchovina)
- Čergov (SK) + Czerchów Mountains (PL: Góry Czerchowskie)
- Pieniny (talvolta considerato parte del Podhôľno-magurská oblasť in sistemi non geomorfici)

Area Podhale-Magura (SK)/ Depressione Orava-Podhale (PL) (area)
(SK: Podhôľno-magurská oblasť, PL: Onizenie Orawsko-Podhalańskie)
- Montagne Skorušina (SK: Skorušinské vrchy) + Spiš-Gubałówka Piedmont (PL: Pogórze Spisko-Gubałowskie)
- Sub-Tatra Furrow (SK: Podtatranská brázda, PL: Rów Podtatrzański)
- Spiš Magura (SK: Spišská Magura) + Spiš-Gubałówka Piedmont (PL: Pogórze Spisko-Gubałowskie)
- Montagne Levoča (SK: Levočské vrchy)
- Bachureň (SK)
- Spiš-Šariš Intermontane (SK: Spišsko-šarišské medzihorie)
- Šariš Highlands (SK: Šarišská vrchovina)
- Bacino Orava (SK: Oravská kotlina) + Bacino Orava-Nowy Targ (PL: Kotlina Orawsko-Nowotarska)

### Carpazi Occidentali Interni (sottoprovincia)

#### Monti Metalliferi Slovacchi (SK) (area)
- Monti Vepor (Veporské vrchy)

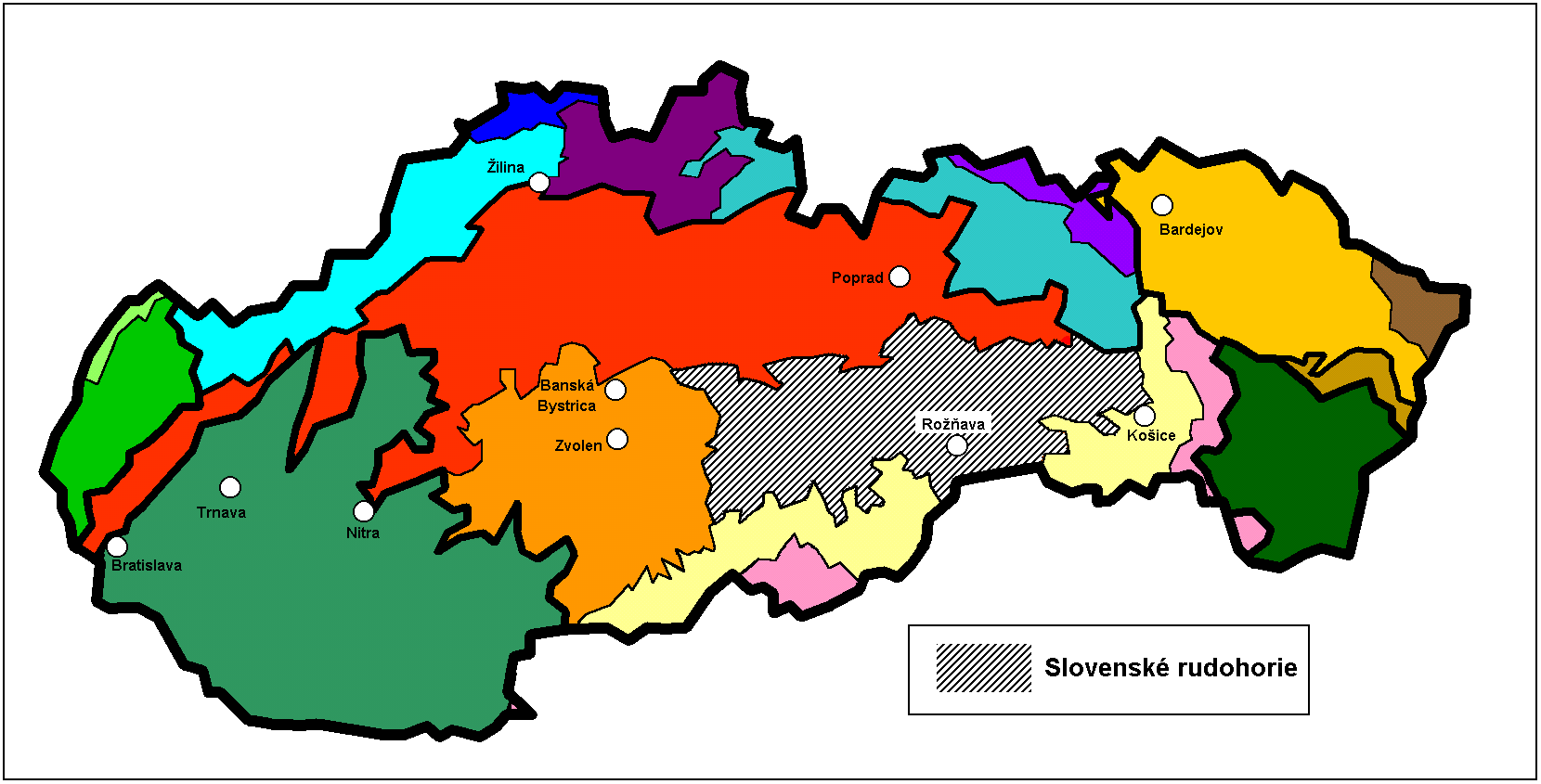
I Monti Metalliferi Slovacchi sono indicati in grigio

- Spiš-Gemer Karst (Spišsko-gemerský kras)
- Stolické vrchy
- Revúcka vrchovina (Altopiano di Revúca)
- Volovské vrchy (Monti Volovec)
- Čierna hora (Montagna Nera)
- Rožňavská kotlina (Bacino di Rožňava)
- Carso slovacco e Carso del Borsod settentrionale (in ungherese: Észak-Borsodi karszt; collocati nel nord dell'Ungheria)

#### Area Fatra-Tatra (SK/PL/AT) (area)
Slovacco:Fatransko-tatranská oblasť

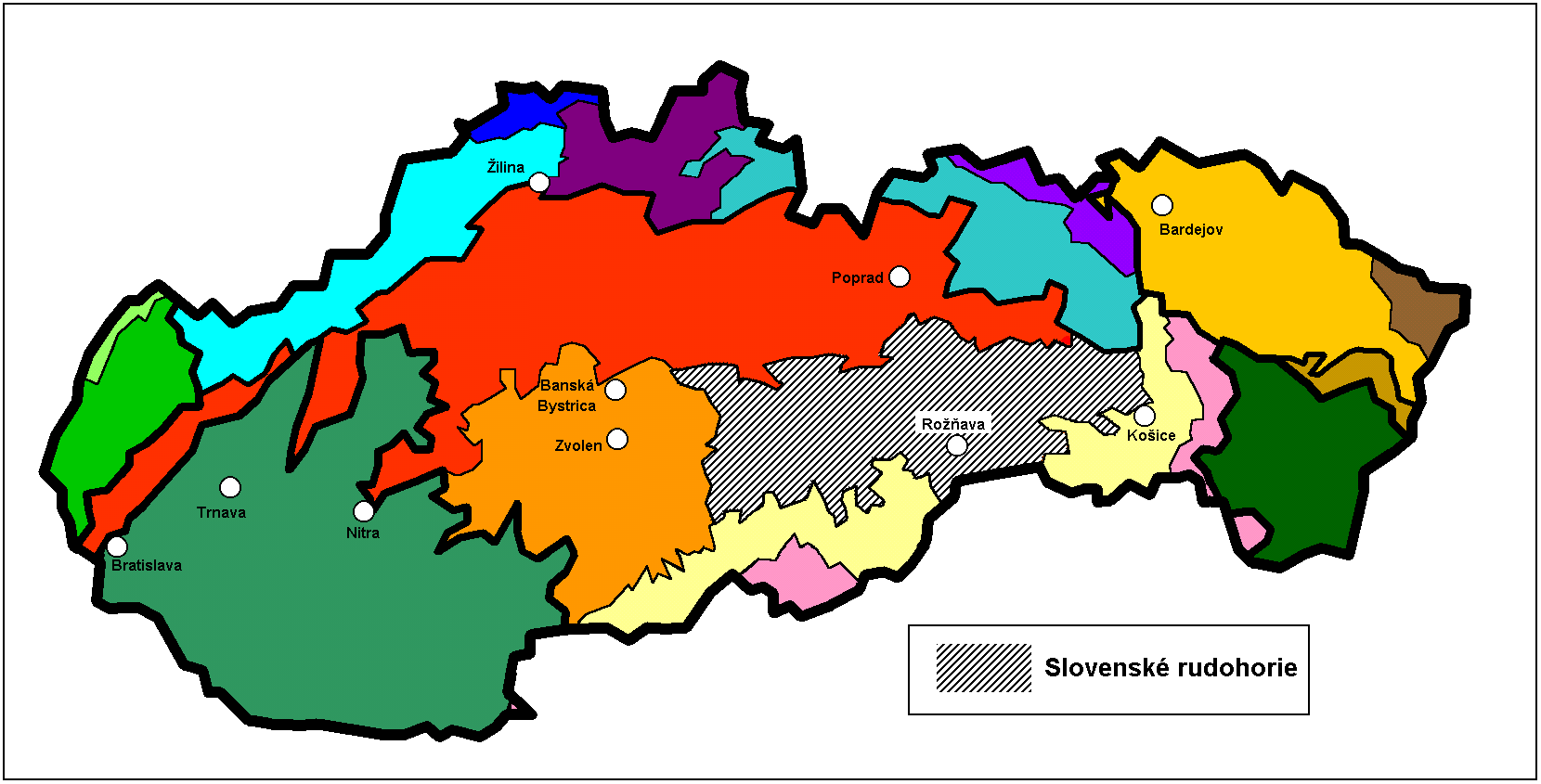
L'Area Fatra-Tatra in rosso nella cartina della Slovacchia.

- Piccoli Carpazi (SK: Malé Karpaty) + Monti Hainburg (AT: Hainburger Berge)
- Považský Inovec
- Tribeč
- Monti di Strážov (Strážovské vrchy)
- Monti di Súľov (Súľovské vrchy)
- Žiar
- Piccola Fatra (Malá Fatra)
- Grande Fatra (Veľká Fatra)
- Monti Staré Hory (Starohorské vrchy)
- Monti Choč (Chočské vrchy)
- Monti Tatra (SK/PL: Tatry)
- Bassi Tatra (Nízke Tatry)
- Kozie chrbty
- Branisko
- Bacino di Žilina (Žilinská kotlina)
- Bacino del Nitra superiore (Hornonitrianska kotlina)
- Bacino del Turiec (Turčianska kotlina)
- Podtatranská kotlina
- Bacino Hornád (Hornádska kotlina)
- Horehronské podolie

#### Monti Slovacchi Centrali (SK) (area)
SK: Slovenské stredohorie, EN: Slovakian mid-mountainous region
- Vtáčnik
- Hron Inovec (Pohronský Inovec)

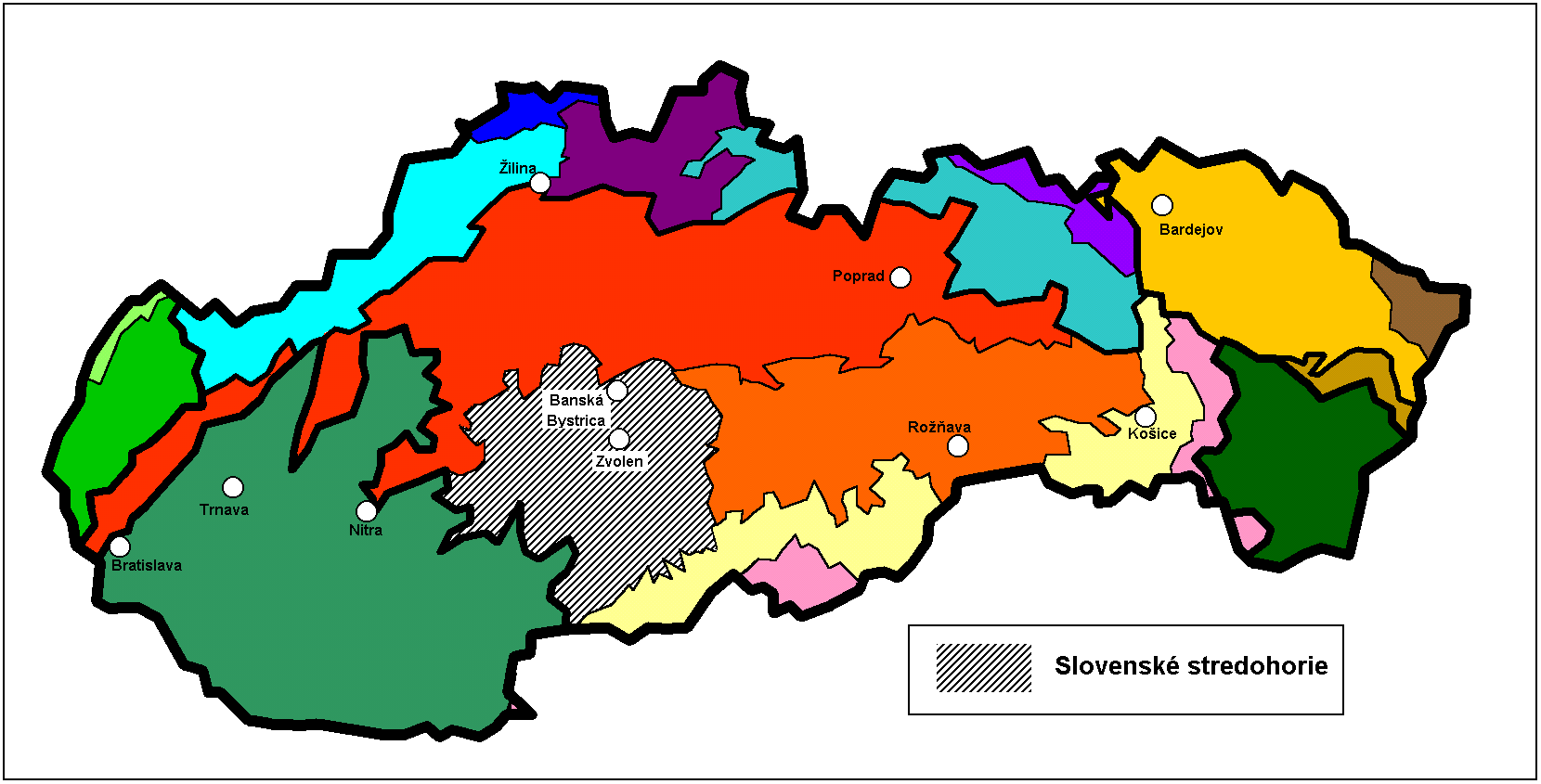
Localizzazione dei Monti Slovacchi Centrali nella cartina della Slovacchia (in grigio).

- Monti di Štiavnica (Štiavnické vrchy)
- Monti di Kremnica (Kremnické vrchy)
- Poľana
- Ostrôžky
- Javorie
- Pianura di Krupina (Krupinská planina)
- Bacino di Zvolen (Zvolenská kotlina)
- Bacino di Pliešovce (Pliešovská kotlina)
- Bacino di Žiar (Žiarska kotlina)

#### Depressione Lučenec-Košice (SK/HU) (area)
SK: Lučensko-košická zníženina
- Bacino Slovacco Meridionale (SK: Juhoslovenská kotlina) + Bacino Centrale Ipoly (HU: Középsö-Ipoly-medence) + Colline Borsod (HU: Borsodi-dombság)
- Colline Bodva (SK: Bodvianska pahorkatina)
- Bacino Košice (SK: Košická kotlina) + Bacino della valle dell'Hernád (HU: Hernádvölgy-medence)

#### Area Mátra-Slanec (SK) /Rilievi precarpatici settentrionali (HU) (area)
SK: Matransko-slanská oblasť, HU: Északi-középhegység
- Börzsöny (HU: Börzsöny-hegység) + Burda (SK)
- Colline di Gödöllő (HU: Gödöllő dombság)
- Cerová vrchovina (SK; Cerová Highlands) + Cserhát (HU: Cserhát-hegység)
- Mátra (HU: Mátra hegység)
- Bükk (HU: Bükk-hegység – literally Beech Mountains)
- Cserhát (HU: Csereháti dombság)
- Monti Slanec (SK: Slanské vrchy) + Monti Zemplén (HU: Zempléni-hegység, also Tokaji-hegység/Tokaj Mountains)
- Monti Zemplín (SK, Zemplínske vrchy)

## Carpazi Orientali (provincia)
Nota: In Ucraina talvolta è chiamata Carpazi Orientali solamente la parte presente nel suo territorio (ovvero a nord del passo Prislop), mentre in Romania talvolta si usa chiamare Carpazi Orientali soltanto l'altra parte che fa parte del suo territorio (ovvero dal confine con l'Ucraina o a sud del passo Prislop)

### Depressione dei Carpazi Esterni (sottoprovincia)
Si veda l'appendice al termine

### Carpazi Orientali Esterni (sottoprovincia)

#### Propaggini dei Beschidi Centrali (PL)***
PL: Pogórze Środkowobeskidzkie
- Propaggini Rożnów (PL: Pogórze Rożnowskie)
- propaggini Ciężkowice (PL: Pogórze Ciężkowickie)
- Propaggini Strzyżów (PL: Pogórze Strzyżowskie)
- Propaggini Dynów (PL: Pogórze Dynowskie)
- Propaggini Przemyśl (PL: Pogórze Przemyskie)
- Depressione Gorlice (PL: Obniżenie Gorlickie)
- Bacino Jasło-Krosno (PL: Kotlina Jasielsko-Krośnieńska)
- Propaggini Jasło (PL: Pogórze Jasielskie)
- Propaggini Bukowsko (PL: Pogórze Bukowskie)

#### Piccoli Beschidi (SK) / Beschidi Centrali (PL) (area)
SK: Nízke Beskydy, PL: Beskidy Środkowe
- Busov (SK)
- Ondava Highlands (SK: Ondavská vrchovina)
- Piccoli Beschidi (PL: Beskid Niski) + Laborec Highlands (SK: Laborecká vrchovina)
- Beskidian Piedmont (SK: Beskydské predhorie)

#### Beschidi Orientali (PL) / (?)Carpazi Boscosi (SK) / (?)Carpazi Ucraini (UA) (area)
PL: Beskidy Wschodnie, SK: Poloniny, UA: Ukrains'ki Karpaty. Si osservi che sono varianti dello stesso gruppo.
Beschidi Boscosi (PL: Beskidy Lesiste + (?) UA: Lisystyi Beskyd):
- Bieszczady o Bieszczady Occidentale (PL: Bieszczady Zachodnie) [e Góry Sanocko-Turczańskie, talvolta conosciuto come Beschidi Medi in UA] (PL) + Bukovské vrchy Mts. (SK) + Beschidi Occidentali (UA, Zachidni Beskydy)
- Beschidi di Skole (UA: Skolivs'ki Beskydy), parzialmente o completamente anche detto Alti Beschidi (Vysoki Beskydy); parte dei Beschidi Orientali (Ucraini) (Skhidni Beskydy)
- Beschidi del Dniester Superiore (UA: Verkhn'odnistrovs'ki Beskydy), parte dei Beschidi Orientali (Ucraini) (Skhidni Beskydy)
- Gorgany (UA)
- Carpazi Pokuttya-Bucovina (UA, Pokuts'ko-Bukovins'ki Karpaty)

Cresta Polonyna (UA: Polonyns'kyi chrebet):
- Smooth Polonyna (Polonyna Rivna)
- Polonyna Borzhava
- Polonyna Kuk
- Polonyna Beautiful (Polonyna Krasna)
- Svydovec'
- Čornohora (letteralmente: Monti Neri)
- Monti Hrynyav

#### Carpazi Moldavo-Munteniani
RO: Munții Carpați ai Moldo-Munteniei
- Bucovina Ridges (RO: Obcinele Bucovinei), i.e. Obcina Mare (Great Ridge) + Obcina Feredeului (Feredeu Ridge), MMB
- Monti Stânișoara (RO: Munții Stânișoarei) MMT
- Monti Tarcău (RO: Munții Tarcăului) MMT
- Comănești Depression (RO: Depresiunea Comănești) MMT
- Monti Nemira (RO: Munții Nemira) MMT
- Monti Ciuc (RO: Munții Ciucului), inclusi i Monti Bodoc (RO: Munții Bodocului), MMT
- Monti Bârsa (RO: Munții Bârsei) MC
- Monti Ciucaș (RO: Munții Ciucaș) MC
- Monti Buzău (RO: Munții Buzăului) MC
- Monti Vrancea (RO: Munții Vrancei) MC

### Carpazi Orientali Interni (sottoprovincia)

#### Area Vihorlat-Gutin (SK) / Cresta Volcanica (UA) (area)
SK: Vihorlatsko-gutínska oblasť, UA: Vulkanichnyi chrebet
- Monti Vihorlat (SK: Vihorlatské vrchy) + Vyhorliat (UA)
- Makovytsia (UA)
- Velikyi Dil (UA, literally: Great Dil)
- Tupyi (UA)
- Monti Oaș (RO: Munții Oașului) e Depressione Oaș (RO: Depresiunea Oașului) MMB
- Monti Gutâi (RO: Munții Gutâiului) MMB
- Monti Lăpușului (RO: Munții Țibleșului) MMB

#### Monti Bistrița (RO)
RO: Munții Bistriței
- Monti Bistrița (Munții Bistriței) in senso stretto, ovvero Massiccio Pietrosul (Masivul Pietrosul; letteralmente: Massiccio Roccioso) + Massiccio Budacul (Masivul Budacul) + Massiccio Ceahlău (Masivul Ceahlău), quest'ultimo, talvolta, è considerato come gruppo a parte, MMT
- Cresta Mestecăniș (Obcina Mestecăniș) MMB
- Depressione Dorna (Depresiunea Dornei) MMB
- Monti Giumalău-Rarău (Munții Giumalău-Rarău) MMB
- Monti Giurgeu (Munții Giurgeului) MMT
- Monti Gran Hășmașu (Munții Hășmașu Mare) MMT

#### Monti Căliman-Harghita (RO)
RO: Munții Căliman-Harghita
- Monti Bârgău (Munții Bârgăului) MMT
- Monti Călimani (Munții Călimani) MMT
- Monti Gurghiu (Munții Gurghiului) MMT
- Monti Harghita (Munții Harghita) MMT
- Monti Baraolt (Munții Baraolt) MMT
- Monti Perșani (Munții Perșani) MMT

#### Depressione Giurgeu-Brașov (RO)
RO: Depresiunea Giurgeu-Brașovului
- Depressione Giurgeu (Depresiunea Giurgeului) MMT
- Depressione Ciuc (Depresiunea Ciucului) MMT
- Depressione Brașov (Depresiunea Brașovului) MC

#### Altri
- Depressione Maramureș (UA: Marmaros'ka ulohovyna, RO: Depresiunea Maramureșului) MMB
- Massiccio Rakhiv (UA: Rakhivs'kyi masyv) + Monti Maramureș (RO: Munții Maramureșului) MMB
- Monti Rodna (RO: Munții Rodnei) MMB

## Carpazi Meridionali (RO) (provincia)

### Gruppo Monti Bucegi
RO: Grupa Munții Bucegi
- Monti Bucegi (Munții Bucegi)
- Monti Leaotă (Munții Leaotă)
- Rucăr-Bran Passage (Culoarul Rucăr-Bran)

### Gruppo Monti Făgăraș
RO: Grupa Munții Făgărașului
- Monti Făgăraș (Munții Făgărașului)
- Monti Iezer (Munții Iezer; letteralmente:Monti del Lago Profondo)
- Piatra Craiului (letteralmente: Rocca del Re)
- Monti Cozia (Munții Cozia)
- Depressione Loviște (Depresiunea Loviștei)

### Gruppo Monti Parâng
RO: Grupa Munții Parângului
- Monti Parâng (Munții Parângului)
- Monti Șureanu (Munții Șureanu/M. Sebeșului)
- Monti Cindrel (Munții Cindrel/M. Cibinului)
- Monti Lotru (Munții Lotrului; letteralmente: Monti del Ladrone)
- Monti Căpățână (Munții Căpățânii; letteralmente: Monti del Teschio)
- Depressione Petroșani (Depresiunea Petroșani)

### Gruppo Monti Retezat-Godeanu
RO: Grupa Munții Retezat-Godeanu
- Monti Retezat (Munții Retezat; letteralmente: Monti Tagliati)
- Monti Godeanu (Munții Godeanu)
- Monti Vâlcan (Munții Vâlcanului)
- Monti Mehedinți (Munții Mehendinți)
- Monti Cerna (Munții Cernei)
- Monti Țarcu (Munții Țarcu; literally: Pen Mountains)

## Carpazi Occidentali Rumeni (RO)
RO: Carpații Occidentali o Carpații Apuseni o Carpații de Apus. Il termine Massiccio Bihor  è talvolta usato per i Monti Apuseni e i Poiana Ruscă.

### Monti Apuseni (Munții Apuseni)
Monti Criș (Munții Criș) :
- Colline Criș (Dealurile Crișene), incl. Depressione Beiuș (Depresiunea Beiuș), Depressione Vad (Depresiunea Vad)
- Monti Pădurea Craiului (letteralmente:Foresta del Re)
- Monti Codru-Moma (Munții Codru-Moma)

Monti Seș-Meseș (Munții Seș-Meseșului):
- Monti Meseș (Munții Meseșului)
- Monti Seș (Muntele Seș)
- Depressione Șimleu (Depresiunea Șimleu), anche considerato come parte del Bacino Transilvanico-Podișul Someșan
- Monti Șimleu (Munții Șimleu), anche considerato come parte del Bacino Transilvanico-Podișul Someșan

Massiccio Bihor (Masivul Bihor):
- Monti Bihor (Munții Bihorului)
- Gran Montagna (Muntele Mare)
- Monti Gilău (Munții Gilăului)

Monti Mureș (Munții Mureșului):
- Monti Zarand (Munții Zarandului)
- Monti Metallifei (Munții Metaliferi), incl. Monti Trascău (Munții Trascăului)

### Monti Poiana Ruscă
RO: Munții Poiana Ruscă
(Nota: talvolta considerati come parte dei Carpazi Meridionali)
- Poiana Ruscă
- Lipova Plateau (Podișul Lipovei)
- Bega-Timiș Groove (Culoarul Bega-Timiș)
- Orăștie Groove (Culoarul Orăștiei), incl. Depressione Hațeg (Depresiunea Hațegului)

### Monti Banat
RO: Munții Banatului
(Nota: talvolta considerati parte dei Carpazi Meridionali)
- Monti Banat (Munții Banatului) in senso stretto, i.e. Monti Semenic (Munții Semenic), Monti Locva (Munții Locvei), Monti Anina (Munții Aninei) e Monti Dognecea (Munții Dognecei)
- Monti Almăj (Munții Almăjului)
- Timiș-Cerna Groove (Culoarul Timiș-Cerna), incl. Depressione Almăj (Depresiunea Almăj)
- Colline Caraș (Dealurile Carașului)

## Altopiano Transilvanico (RO)
RO: Depresiunea Transilvaniei, ovvero Depressione Transilvanica. Talvolta non è considerato parte dei Carpazi.
- Depressione Mureș-Turda (Depresiunea Mureș-Turda)
- Depressione Sibiu (Depresiunea Sibiului)
- Depressione Făgăraș (Depresiunea Făgărașului)

Altopiano Transilvanico (Podișul Transilvaniei):
- Altopiano Târnava (Podișul Târnavelor), incl. Altopiano Hârtibaci (Podișul Hârtibaciului) e Altopiano Secașe (Podișul Secașelor)
- Altopiano Transilvanico (Câmpia Transilvaniei), o Transylvanian Plateau (Podișul Transivan(iei)) in senso stretto
- Someș Plateau (Podișul Someșan or Podișul Someșelor)

## Carpazi Serbi (RS)
Serbian: Karpatske planine, ovvero "Montagne Carpatiche". Talvolta sono considerati parte dei Carpazi Meridionali e talvolta sono visti come gruppo montuoso non facente parte dei Carpazi.
- Miroč
- Homolje mountains (Homoljske planine)
- Veliki Krš
- Mali Krš
- Deli Jovan
- Beljanica (Beljanica planina)
- Kučaj (Kučajske planine)
- Rtanj (Rtanj planina)
- Ozren
- Devica